# Affaire Finaly
Pour les articles homonymes, voir Finaly.
L’affaire Finaly se déroule en France de 1945 à 1953 et concerne la garde de deux enfants juifs dont les parents déportés ont été victimes de la Shoah. Au cours de la Seconde Guerre mondiale, le couple Finaly, qui vit dans la région de Grenoble et se sait menacé, confie ses deux enfants à une institution catholique. Les parents sont déportés et tués dans le centre de mise à mort nazi Auschwitz-Birkenau ; les enfants sont alors placés chez une tutrice catholique qui, à la Libération, refuse de les rendre à leur famille proche sous prétexte qu'ils ont été baptisés. Rendue publique, l'affaire implique de nombreuses personnalités catholiques, juives et gouvernementales, l'Église catholique en tant qu'institution et même l'État espagnol franquiste, et donne lieu à de multiples actions judiciaires.
Les enfants Finaly ne sont finalement confiés à leur famille proche qu'en 1953. Cette affaire, dans laquelle l'antisémitisme apparaît ouvertement, a ainsi dégénéré en « guerre de religion », voire en affaire d'État, et détérioré de façon importante et pendant de nombreuses années les relations entre les autorités religieuses juives et catholiques. Mais elle a aussi permis à des catholiques et particulièrement aux sœurs de Notre-Dame de Sion impliquées dans l'affaire d'envisager de nouvelles relations avec les Juifs.

## Les faits

### Seconde Guerre mondiale
En 1938, à la suite de l’Anschluss, Fritz Finaly, médecin juif autrichien (né le 26 mars 1906 à Klosterneuburg) et sa femme Anni, née Schwarz (le 18 février 1915 à Gmünd), se réfugient en France au 8 chemin du Pont Proullier à La Tronche, près de Grenoble . Le jeune couple donne naissance à deux enfants : Robert le 14 avril 1941 et Gérald le 3 juillet 1942. Les enfants sont circoncis et se voient attribuer comme second prénom ceux hébraïques de Ruben pour Robert et Guédalia pour Gérald. Fritz Finaly, qui avait adressé une déclaration de nationalité française pour Robert, souhaitait que l'un de ses deux fils s'installe comme médecin à La Tronche, « où tout le monde a été dévoué pour moi » .
Le 14 février 1944, les époux Finaly sont arrêtés par la Gestapo, envoyés dans le camp d'internement de Drancy puis ils sont déportés depuis la gare de Bobigny par le convoi no 69 en date du 7 mars 1944 à Auschwitz où ils sont assassinés. Le frère aîné du Dr Finaly, Richard, photographe, meurt également en déportation.
Se sentant menacés, Anni et Fritz Finaly avaient caché leurs deux enfants, âgés respectivement de deux et trois ans, à la pouponnière Saint-Vincent de Paul à Meylan, près de Grenoble, mettant une de leurs amies, Madame Poupaert, dans le secret, en lui demandant de s’occuper de leurs fils si un malheur leur arrivait. Celle-ci, craignant que les enfants ne soient découverts, demande l'aide du couvent des religieuses de la Congrégation de Notre-Dame de Sion, à Grenoble, dirigé en février 1944 par Mère Clotilde.
En raison du très jeune âge des enfants Finaly et du fait qu'elles n'hébergent que des fillettes, les religieuses ne peuvent les garder dans leur pensionnat ; elles proposent de les confier à une résistante, fervente catholique, Mlle Antoinette Brun (1894-1988), célibataire, directrice de la crèche municipale de Grenoble, qui cache déjà neuf enfants juifs dans le château des Hayes à Vif. Cette dernière refuse initialement car elle n'a pas assez d'argent pour subvenir à leurs besoins, ayant déjà de nombreux enfants adoptifs à sa charge, mais les religieuses lui offrent une petite pension pour s'en occuper, si bien qu'elle accepte, fin février 1944, grâce aussi à l'insistance d'un de ses fils adoptifs âgé de 17 ans, Joseph : « Maman, ce que tu as fait pour moi, il faut que tu le fasses pour eux ». Quelques jours plus tard, Joseph Brun meurt en tombant d'un portique, lors d'un exercice de gymnastique. Antoinette Brun cache les frères Finaly dans le château de Vif où c'est surtout la gouvernante Marie qui s'en occupe. Ils sont alors très malades, Robert Finaly avait été opéré quelques jours plus tôt d'une grave mastoïdite et Gérald Finaly souffrait de dysenterie.

### Après-guerre
À la fin de la guerre, Augusta, la veuve de Richard Finaly, réfugiée à Londres, retourne en Autriche mais fait le détour par Grenoble et y rencontre ses deux neveux chez Mlle Brun.
En février 1945, Margarete Fischel, sœur du Dr Finaly et vivant en Nouvelle-Zélande, se met à la recherche de ses neveux de 3 et 4 ans qu’elle sait avoir échappé à la déportation, par le truchement de l’Œuvre de secours aux enfants (OSE), l’une des organisations juives qui recherchent assidûment les enfants cachés ou disparus pendant la guerre. Elle écrit, dès le 9 février, au maire de La Tronche qui l’informe le 12 mars de la déportation de son frère Fritz et de sa femme Anni ; le 15 mai, elle obtient un permis d’immigration en Nouvelle-Zélande pour les deux enfants ; le 5 juillet, elle écrit à Mme Paupaert qui lui donne l’adresse de Mlle Brun. Mme Fischel demande à un ancien résistant, Moïse Keller, de l'aider dans ses démarches, et s'adressant à Mlle Brun, lui fait part de sa reconnaissance et de son désir de récupérer ses neveux. Celle-ci lui répond en novembre que ce retour serait « prématuré » et refuse de restituer les neveux ; elle parvient dans ce même temps à se faire nommer légalement tutrice des deux enfants « à titre provisoire », en ayant réuni un pseudo « conseil de famille » composé de personnes juives mais en cachant au juge de paix du canton sud de Grenoble l’existence des oncles et tantes des deux enfants et plus encore, qu'ils cherchent à les récupérer. Avec la famille Finaly, elle fait traîner les choses pendant des années, espérant que le temps jouera en sa faveur et que les tantes abandonneront leurs démarches. Elle fait finalement baptiser Robert et Gérald Finaly, âgés alors de 6 et 7 ans, par le père André Pichat, le 28 mars 1948, à l'église Saint-Jean-Baptiste de Vif.
Durant ces années, Mme Fischel née Finaly frappe à de nombreuses portes pour essayer de récupérer ses neveux : celles du ministère des Affaires étrangères, du maire de La Tronche, de la Croix-Rouge, de l’évêque d’Auckland qui transmet à l’archevêque de Westminster, lequel se tourne vers Mgr Alexandre Caillot, évêque de Grenoble, lequel répond à l’évêque d’Auckland, le 25 juillet 1948, qu’il a eu un « long entretien avec Mlle Brun […] qui s’est terminé par une opposition très nette de sa part à la demande de la tante des enfants ». Le 27 septembre, Mme Rosner née Finaly demande à son tour depuis Israël à l'ancien résistant Moïse Keller, un ami grenoblois, de bien vouloir être son mandataire. Keller contacte Mlle Brun qui refuse encore de rendre les enfants et déclare : « Je les ai fait baptiser catholiques si ce renseignement peut vous être agréable ».
Les tantes paternelles des enfants Finaly, Mme Fischl de Nouvelle-Zélande et sa sœur Mme Rosner qui vit en Israël, font porter l’affaire en justice et demandent au célèbre avocat Maurice Garçon de défendre leurs intérêts et ceux de leurs neveux ; une plainte est déposée le 7 janvier 1949 et une enquête est ouverte. Le 24 janvier, Mlle Brun constitue un deuxième « conseil de famille » composé de personnes catholiques. Peu après, le procureur de la République convoque Moïse Keller pour lui signifier que seul le conseil de famille est habilité à prendre des décisions en matière de tutelle d’enfants. Keller porte plainte et le 28 juillet de la même année, le juge de paix constitue officiellement un troisième conseil de famille qui décide de remettre les enfants dans un délai d’un mois à leur tante, Mme Rosner, ou à son mandataire. Antoinette Brun s'y refuse et attaque en nullité pour vice de forme la décision de ce dernier conseil de famille. Le 28 août, Moïse Keller se présente néanmoins chez Antoinette Brun, accompagné d’un huissier, pour faire valoir la décision de justice et se faire remettre les enfants mais essuie un refus définitif de Mlle Brun.

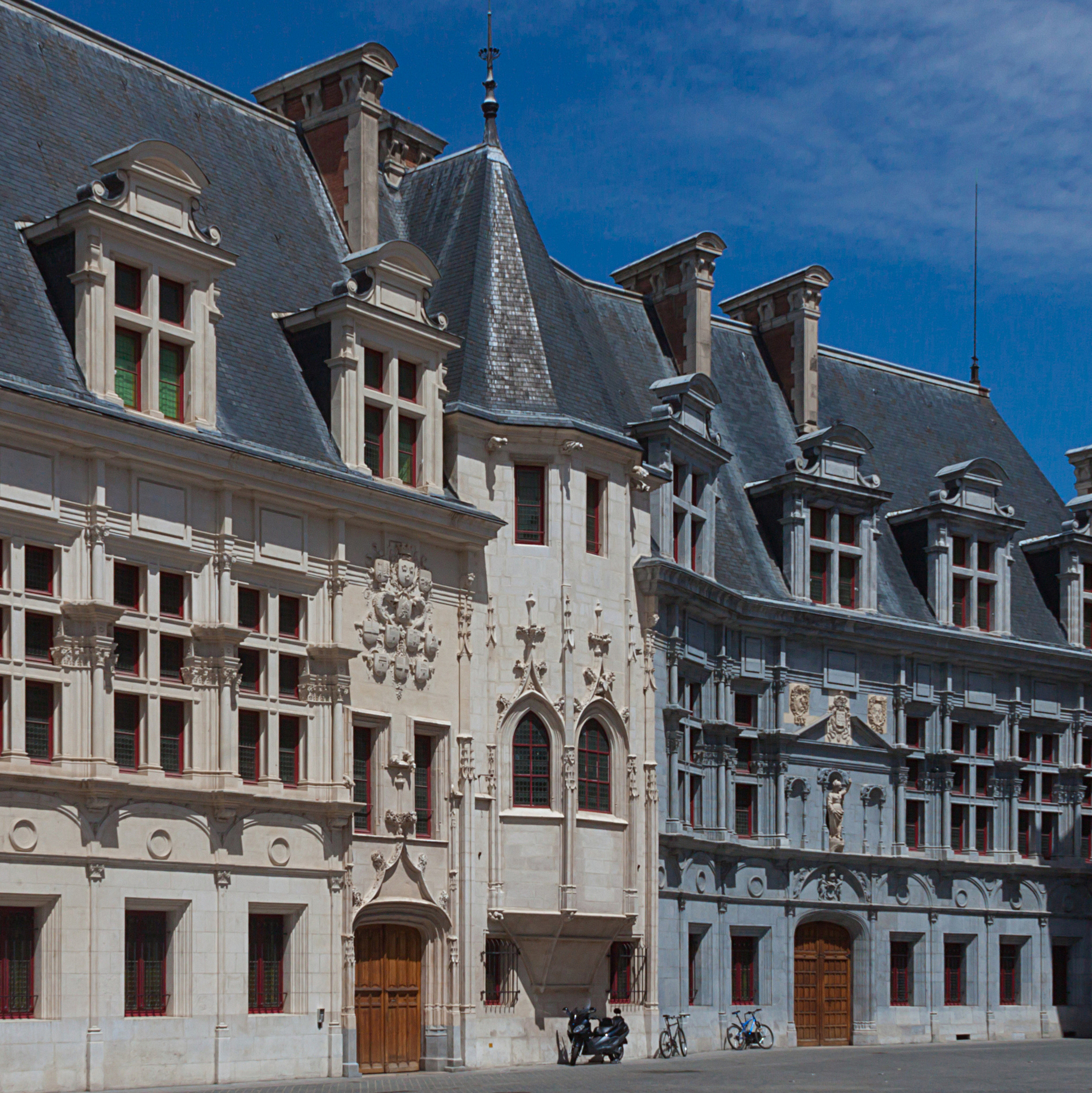
Palais du Parlement du Dauphiné à Grenoble

Le 7 juin 1950, le tribunal civil de Grenoble constate le décès en 1944 des époux Finaly, ce qui transforme juridiquement leurs enfants en orphelins dépendant du droit civil (alors qu'ils étaient considérés comme « enfants de déportés » sous tutelle provisoire selon l’ordonnance du 20 avril 1945) ; c'est ainsi à la Cour de cassation de statuer sur cette nouvelle situation. Le lendemain, le tribunal civil annule la délibération du troisième conseil de famille et convoque la réunion le 14 novembre et le 5 décembre, d’un quatrième nouveau conseil de famille, qui nomme Mme Rosner tutrice définitive des orphelins dépendant alors de leur famille directe. Moïse Keller demande qu’une ordonnance soit prise obligeant Antoinette Brun à remettre les enfants à la famille sous 24 heures mais celle-ci demande au tribunal l’annulation de la décision du 5 décembre prise par le quatrième conseil de famille. Le 15 novembre 1951, le tribunal civil de Grenoble lui donne raison et annule la décision prise par le quatrième conseil de famille, au motif qu'il aurait dû compter parmi ses membres Otto Schwarz, frère d’Anni Finaly donc oncle maternel des enfants, demeurant en Autriche. Me Keller interjette appel devant la cour d’appel de Grenoble.

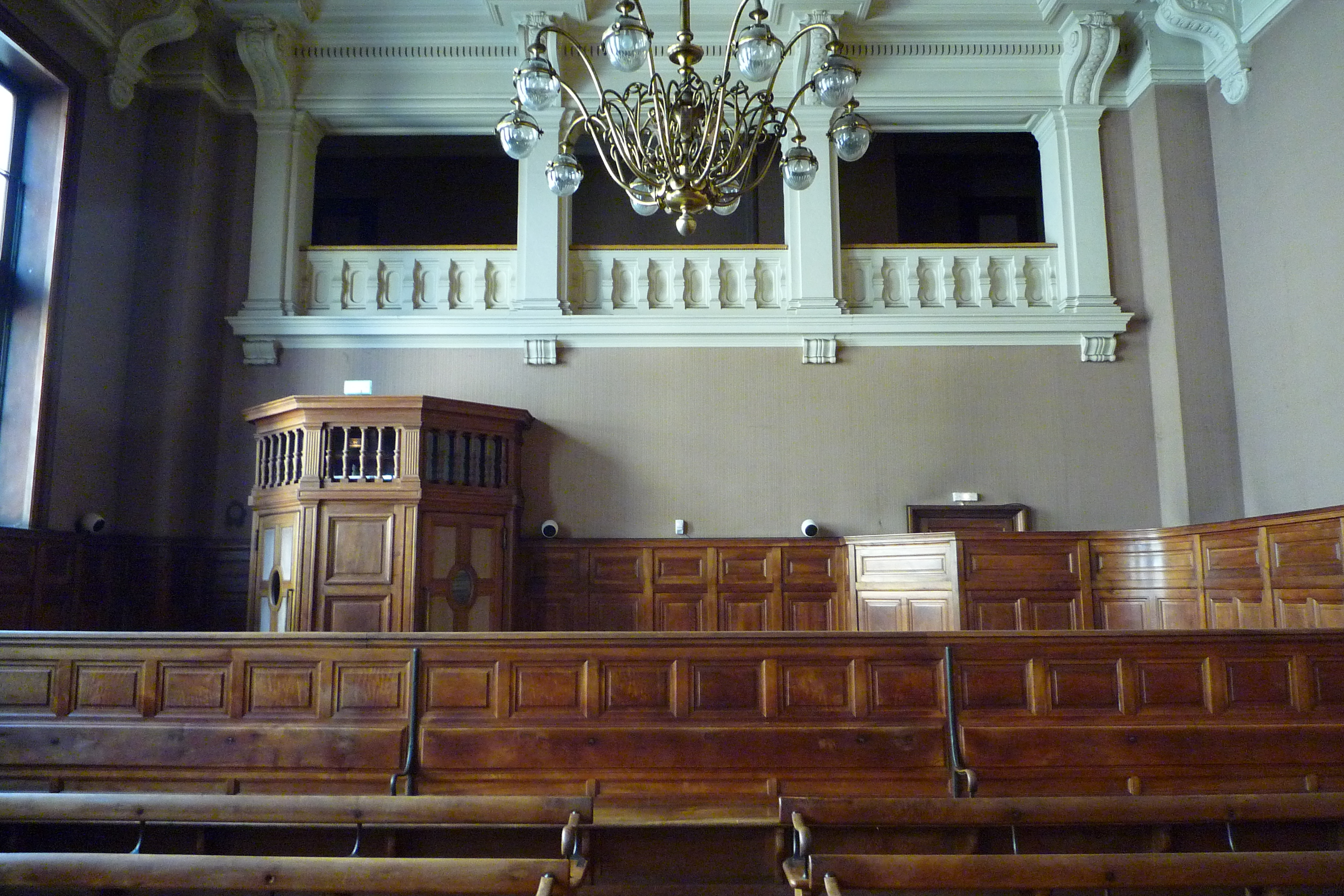
Ancienne salle de la cour d'appel de Grenoble

Le 31 mai 1952, une séance tenue à huis clos au tribunal de Grenoble auditionne des deux enfants Finaly âgés de 10 et 11 ans, qui déclarent vouloir rester avec « maman Brun », bien qu’ils ne la voient que deux ou trois fois par an. L’arrêt de la cour d’appel de Grenoble du 11 juin déclare valable la décision du quatrième conseil de famille et oblige Antoinette Brun à restituer les enfants à la famille. Bien que l'arrêt de la cour soit exécutoire, Mlle Brun se pourvoit en cassation le 15 juillet - en vain ; elle décide alors de faire disparaître les deux garçons. Antoinette Jannot, dite « mère Antonine », supérieure du couvent de Notre-Dame de Sion de Grenoble, venait d'indiquer à Melle Brun une colonie de vacances en Alsace pour les frères Finaly. Les 15 et 16 juillet, le mandataire Moïse Keller se présente vainement à la crèche municipale de Saint-Bruno à Grenoble pour récupérer les enfants. La famille dépose immédiatement plainte pour non présentation d’enfants (et non pour « enlèvement de mineurs ») et le 16 septembre, Mlle Brun est traduite devant le tribunal correctionnel de Grenoble ; elle en ressort libre. L’audience fixée au 18 novembre où Mlle Brun comparaît, donne sa décision le 28 novembre : pour la cour, le délit de non-présentation d’enfants ne peut être retenu ; Antoinette Brun est relaxée mais le parquet et la famille - partie civile - interjettent immédiatement appel.
À l'automne 1952, la supérieure de Notre-Dame de Sion de Grenoble, mère Antonine, fait entrer secrètement les frères Finaly comme pensionnaires à l'établissement de Notre-Dame de Sion de Marseille, au collège des pères de Timon-David Notre-Dame de la Visite à Saint-Louis sous les noms de Louis et Marc Quadri, et au curé de la paroisse de Saint-Michel l’Archange à Marseille, puis au collège Saint-Louis-de-Gonzague de Bayonne sous la responsabilité de l’abbé Barthélemy Setoain.
À la suite de l'appel de la cour de Grenoble en novembre, l’opinion juive commence à entendre parler de l’affaire. Wladimir Rabinovitch, juge de paix à Briançon et éditorialiste réputé, entame une campagne active en faisant paraître un article sur cette affaire dans le journal du Fonds national juif, le 15 décembre.
La procédure dure ainsi des années, et après plusieurs appels, la justice française ordonne le 29 janvier 1953 que la garde des enfants soit rendue à leur famille et lance un mandat d'arrêt contre Antoinette Brun pour séquestration d’enfants. Elle est finalement arrêtée mais cela fait de nombreux mois qu'elle n'a plus les enfants avec elle, leur « garde réelle » étant assumée par la congrégation de Notre-Dame de Sion de Grenoble, dont la vocation a toujours été de convertir des Juifs au catholicisme,.
Entretemps, le Consistoire central et les deux grands rabbins, Henri Schilli et Jacob Kaplan, interviennent auprès des autorités politiques et religieuses, alertant également la presse écrite : les deux enfants ont disparu et leur photographie est publiée dans la presse.
Les enfants sont reconnus par le directeur du collège de Bayonne, mais avant que la police n'intervienne, ils sont conduits par des passeurs au Pays basque espagnol. L’affaire prend alors une dimension internationale, car le général espagnol Franco entend tirer profit de la situation, et il fait contrôler par le gouverneur (équivalent du préfet) de la province le séjour des enfants, que l’Église considère devoir élever dans la religion catholique.
L'affaire tourne au scandale en France, et touche particulièrement la communauté juive française. La presse de gauche et anticléricale s'implique fortement, ainsi que la presse catholique progressiste qui condamne la conduite d'une partie du clergé. En mars 1953, des centaines de personnes se rassemblent lors du meeting à la salle Wagram à Paris, pour réclamer le retour en France des enfants Finaly cachés en Espagne. Devant la tournure des événements, le cardinal Pierre Gerlier, archevêque de Lyon, décide de négocier avec le grand-rabbin Kaplan et avec la famille des enfants Finaly. Le 6 mars 1953, un accord est signé au terme duquel les deux enfants doivent être restitués à leur famille le plus rapidement possible. En contrepartie, la famille s'engage à retirer ses plaintes contre les religieux. Le grand-rabbin de France Jacob Kaplan se porte garant de ce retrait. La résistante française (nommée plus tard Juste parmi les nations) Germaine Ribière, qui a la confiance des communautés juive et catholique, joue un rôle de premier plan lors de tous ces pourparlers.
Au mois de juin 1953, deux religieux basques espagnols prennent l'initiative de remettre les enfants Finaly aux autorités consulaires françaises, en contradiction avec les autorités civiles et religieuses espagnoles. Provisoirement, les enfants sont installés à Melun mais Mlle Brun, libérée, réclame un droit de visite, si bien que la famille Finaly décide le 28 juillet 1953 de les emmener en Israël, dans le petit village agricole de Guedera. Ils ont alors 11 et 12 ans.
Un non-lieu général est prononcé par la justice dans l’affaire Finaly, le 7 juin 1955.

### Après l'affaire
En Israël, au sein de leur famille respectueuse de la tradition juive, les enfants reviennent au judaïsme. Ruben Finaly devient médecin, comme son père le souhaitait , et Guédalia (Gad) Finaly effectue une carrière militaire puis d'ingénieur.
Après la guerre, Antoinette Brun continue à vivre à Grenoble où elle reste directrice de la crèche municipale ; elle prend sa retraite en 1961. En janvier 1962, elle refuse de participer à l'émission que Pierre Lazareff organise sur l'affaire Finaly dans le cadre de Cinq colonnes à la une et Télé 7 Jours titre l'un de ses articles : « A Grenoble une vieille demoiselle pleure ». Elle meurt le 25 octobre 1988 dans un service de gériatrie de Coublevie (Isère) à l'âge de 95 ans. Elle avait adopté onze enfants en trente ans.
La médaille de Juste parmi les nations de Yad Vashem est décernée à titre posthume au cardinal Gerlier, le 15 juillet 1980.

## Réactions
Le Consistoire central et le Grand-Rabbin de France Jacob Kaplan ont dès 1953 remercié le cardinal Gerlier pour son action déterminante dans le retour des enfants Finaly.
Comme le raconte Germain Latour dans son livre Les deux orphelins : l'affaire Finaly, 1945-1953, cette affaire, bien loin d'être une affaire « privée » opposant Mlle Brun à la famille Finaly, est une tentative pour l'Église catholique au travers de la congrégation Notre-Dame de Sion d'arracher deux jeunes enfants qu'elle a fait baptiser (seulement en 1948, soit après la guerre, donc sans justification de protection des enfants face aux autorités allemandes ou françaises) à leur famille naturelle qui déjà les réclamait. Les deux parents des garçons les avaient fait circoncire dès leur naissance, selon la tradition juive, ce qui démontre qu'ils souhaitaient que leurs fils soient élevés comme juifs. Très rapidement, Rome prend position contre la restitution des enfants en raison du baptême de circonstance de ces derniers et le cardinal Gerlier est chargé de relayer ce message. Tout est fait par les autorités religieuses catholiques pour empêcher le retour des enfants. On ne doit qu'à l'obstination et au dévouement de Moïse Keller, ami d'un des oncles des enfants, une issue heureuse à cette affaire mais il a fallu huit années de procédures et de rebondissements.

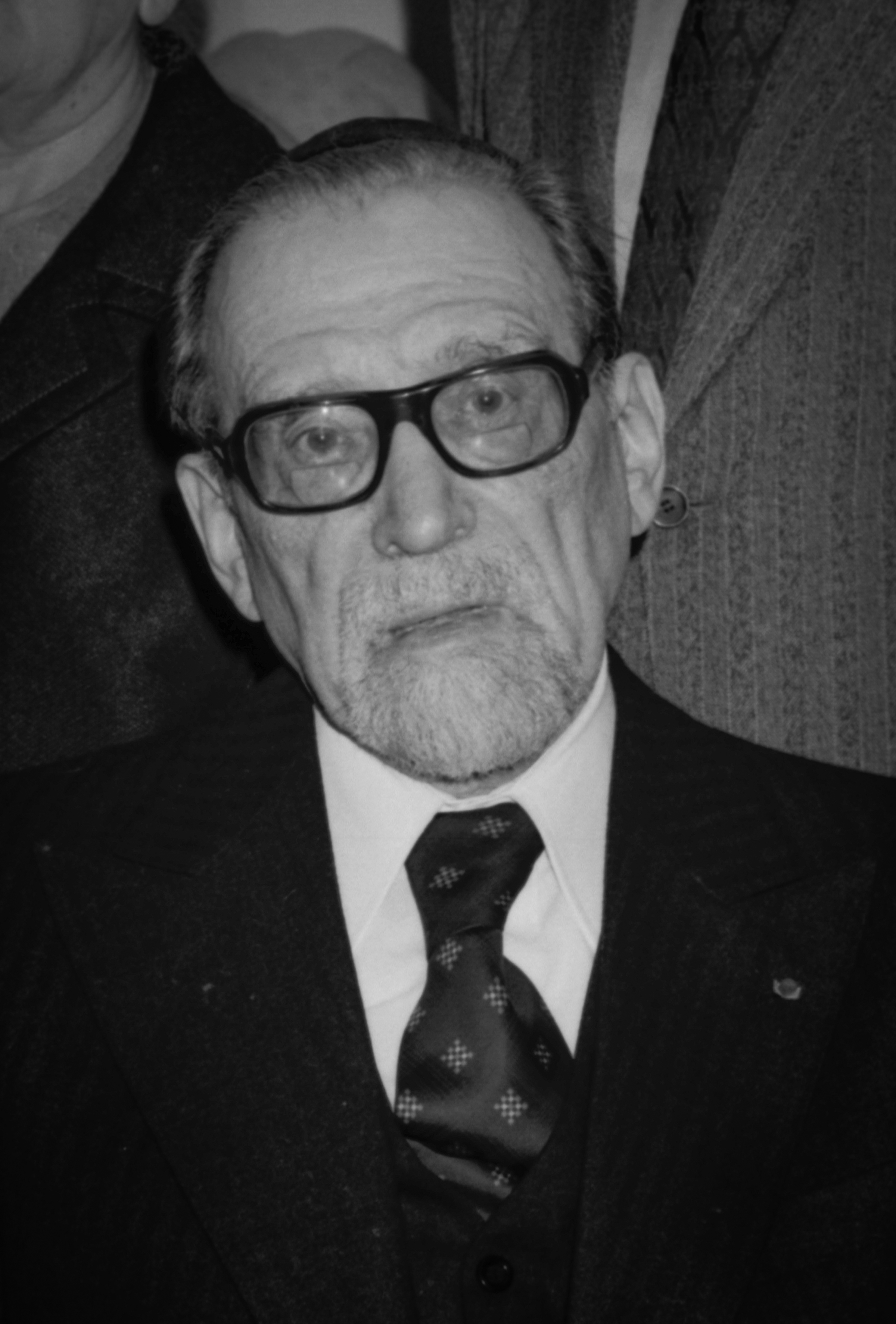
Grand-rabbin Jacob Kaplan (1978)

Néanmoins, cette issue a surtout été permise par les négociations menées entre l'Église représentée par le cardinal Gerlier et la communauté juive représentée par le grand-rabbin Jacob Kaplan (malgré l'opposition de Moïse Keller).
L'historien Pierre Pierrard écrit : « C'est au grand rabbin Jacob Kaplan et à Germaine Ribière qu'on doit, en 1953, l'issue heureuse de l'affaire Finaly qui, un temps, empoisonna les relations entre l'Église catholique et la communauté juive ». C'est aussi ce qu'affirme Catherine Poujol, chercheuse à l'université libre de Bruxelles (CIERL), spécialiste de l’histoire des relations judéo-chrétiennes, dans un article paru dans Archives juives :

« Homme de compromis et fin négociateur, Kaplan sut s’appuyer pour parvenir à ses fins sur des réseaux fiables de résistants et d’amitiés catholiques hérités de la guerre qui ont réactivé leurs contacts pour retrouver les enfants. Croyant aux vertus de l’ouverture et du dialogue en dépit de l’opposition de certaines voix, juives ou non, il apparaît à la fois comme capable d’une grande écoute et totalement déterminé dans ses choix. Il a joué la confiance et gagné en sachant que du résultat obtenu dépendait sa carrière personnelle. »

Le grand-rabbin analyse, lui, son combat à l’aune de l’économie à long terme des relations judéo-chrétiennes : « Je me réjouis particulièrement à la pensée que le cas précédent de Mortara se trouve annulé par le retour des enfants Finaly et je pense ne pas exagérer en disant que ce dernier événement a une grande importance pour les rapports entre l’Église et la Synagogue ».
Catherine Poujol a mis en doute la sincérité du cardinal Pierre Gerlier, à la suite de la découverte d’une note du Vatican du 23 octobre 1946, remise au cardinal le 30 avril 1947. Cette note, publiée sans l'autorisation de C. Poujol, fin 2004, par l’historien italien Alberto Melloni dans le Corriere della Sera et reprise dans La Croix et le Monde, dit textuellement :

« Au sujet des enfants juifs, qui pendant l’occupation allemande ont été confiés aux institutions et aux familles catholiques et qui sont réclamés par des institutions juives pour leur être remis, la Sainte Congrégation du Saint Office a donné une décision que l’on peut résumer ainsi :
1. Éviter autant que possible de répondre par écrit aux autorités juives, mais le faire oralement.
2. Toutes les fois qu’il sera nécessaire de répondre, il faudra dire que l’Église doit faire ses investigations pour étudier chaque cas en particulier.
3. Les enfants qui ont été baptisés ne pourraient être confiés aux institutions qui ne seraient pas à même d’assurer leur éducation chrétienne.
4. Pour les enfants qui n’ont plus de parents, étant donné que l’Église s’est chargée d’eux, il ne convient pas qu’ils soient abandonnés par l’Église ou confiés à des personnes qui n’auraient aucun droit sur eux, au moins jusqu’à ce qu’ils soient en mesure de disposer d’eux-mêmes. Ceci évidemment, pour les enfants qui n’auraient pas été baptisés.
5. Si les enfants ont été confiés par les parents, et si les parents les réclament maintenant, pourvu que les enfants n’aient pas reçu le baptême, ils pourront être rendus.

À noter que cette décision de la Sainte Congrégation du Saint Office [ancienne Inquisition] a été approuvée par le Saint Père. »

Pour Gianni Valente, ce texte « se révèle en fin de compte être une dernière reproduction non littérale des indications du Vatican, une note préparée elle aussi par la nonciature, à l’usage des évêques français ».

« Quand les enfants Finaly sont enfin retrouvés, en 1953, Pierre Gerlier est remercié personnellement par les autorités juives pour son rôle » ayant abouti à cette fin heureuse. À partir de l'étude des archives du cardinal Gerlier mais surtout de l'ouverture des archives du Saint-Siège et celle du journal inédit du moine Elizondo qui est à l'origine du retour en France des enfants Finaly, l'historienne Catherine Poujol soutient que le cardinal Gerlier, obéissant aux instructions du pape Pie XII, a joué un double jeu et peut être tenu comme responsable de l’enlèvement des deux enfants et de leur fuite en Espagne. Il aurait lui-même averti l’évêque de Bayonne Léon-Albert Terrier et lui aurait demandé de placer les enfants en Espagne sous l'autorité de l’archevêque de Tolède. En réalité, c'est le secrétaire de l'évêque de Bayonne, l'abbé Etchegaray (futur cardinal), qui supervise le passage clandestin des enfants en Espagne dans la nuit du 12 au 13 février 1953 et remet aux passeurs une lettre nullement destinée au Primat d'Espagne mais à un ecclésiastique français résidant à Madrid, très introduit auprès de la hiérarchie religieuse espagnole et auprès des cercles de pouvoir du général Franco.

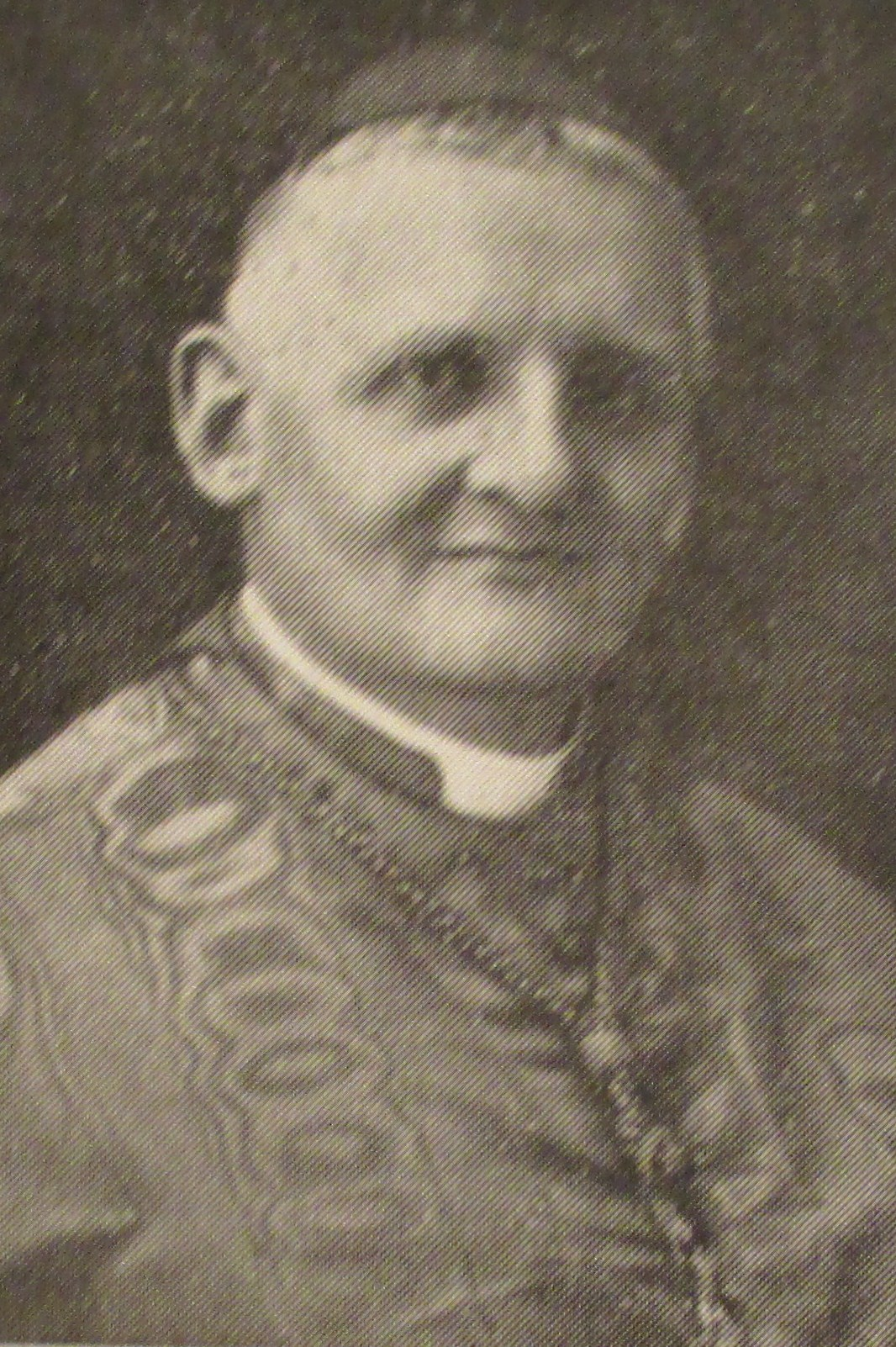
Pierre Gerlier, cardinal, primat des Gaules (1939)
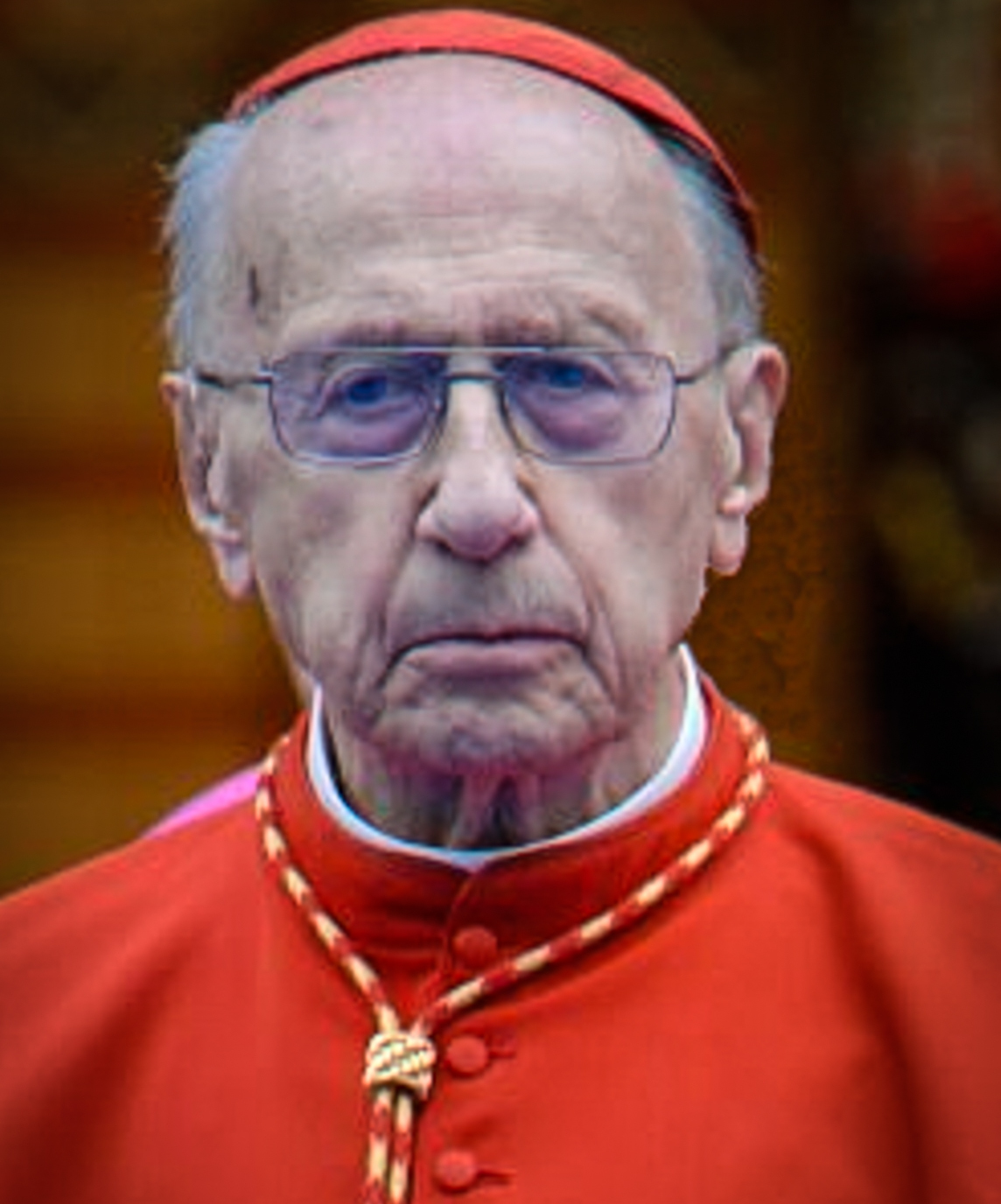
Abbé Roger Etchegaray devenu cardinal (2012)
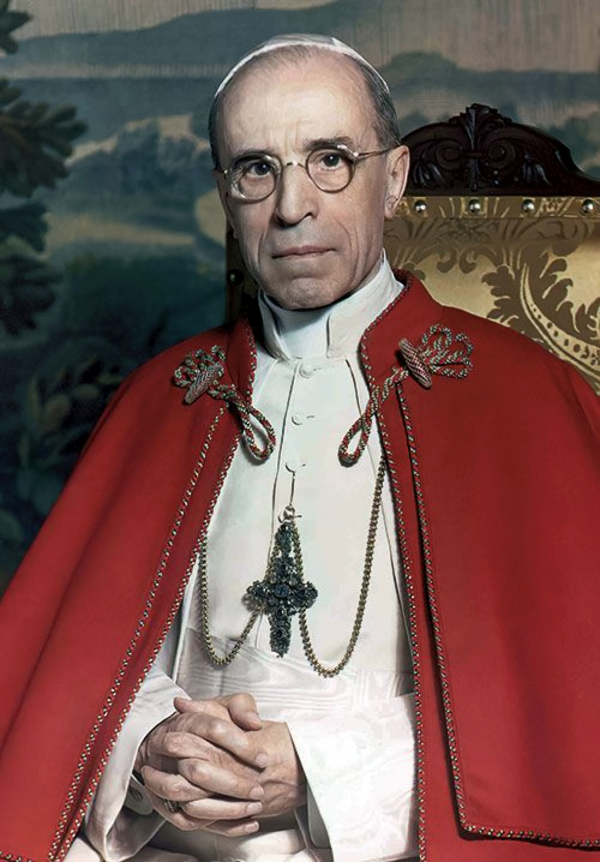
Pape Pie XII (1951)

## Suites de l’affaire
Les rapports de l’Église catholique avec le judaïsme restent très tendus pendant plusieurs années, puis tendent à se normaliser. Le 26 mars 1954, le président catholique et les trois vice-présidents, juif, protestant et orthodoxe de la fédération d'associations Amitié judéo-chrétienne de France déclarent que :

« Un baptême contre la volonté des parents est condamnable, que les complicités pour soustraire les enfants à leur famille sont scandaleuses et que tout doit être fait pour empêcher la répétition d’une telle situation. »

La congrégation Notre-Dame de Sion se chargeait de l'éducation d'enfants israélites qui étaient élevés dans la foi catholique quelquefois sans l'assentiment de leurs parents, et a été impliquée dans plusieurs affaires dérangeantes. Pendant la Seconde guerre mondiale, la congrégation cache des enfants juifs mais parfois, les baptise puis refuse de les rendre à leur famille et cette politique prosélyte dure jusqu'aux années 1950. L’affaire Finaly dans laquelle sont impliquées des religieuses de Notre-Dame de Sion provoque une sorte « d’électrochoc » dans la congrégation, selon le mot de mère Marie Félix, alors supérieure générale, et l’aide à lui faire prendre un tournant radical dans son attitude vis-à-vis du peuple juif. La vocation de la congrégation évolue également, à la suite du concile Vatican II et de la déclaration Nostra Ætate, en changent diamétralement sa mission : il s'agit désormais de connaître les Juifs et le judaïsme, de dénoncer tout prosélytisme et tout antisémitisme chez les catholiques, de se rapprocher dans l'estime et l'amitié, en étudiant particulièrement les racines juives du Nouveau Testament ainsi que l'hébreu biblique, l'hébreu rabbinique et le Talmud. Dès 1966, la congrégation fonde un Service international de documentation judéo-chrétienne, le SIDIC.

## Archives du Vatican
Les archives précédemment scellées du pape Pie XII ont été ouvertes aux historiens le 2 mars 2020 sur ordre du pape François. Un des premiers à examiner les dossiers est l'anthropologue et historien juif américain David I. Kertzer, prix Pulitzer 2015. Il observe que les documents qu'il a consultés confirment que le Vatican a ordonné au clergé français de ne pas rendre les enfants Finaly à leur famille.

## Dans l'art

### Littérature
L'affaire Finaly est évoquée dans le 248e des 480 souvenirs cités par Georges Perec dans Je me souviens.

### Filmographie
En 2007, le documentaire L'Affaire Finaly est réalisé par David Korn-Brzoza et écrit par Noël Mamère, Alain Moreau et David Korn-Brzoza. Il est produit par la société de production Program33 pour France 3.
Un téléfilm intitulé Une enfance volée : l'affaire FInaly retraçant l'affaire, tourné en avril 2008 pour France 2, est diffusé à plusieurs reprises sur France 2 et TV5Monde. Le rôle de Mlle Brun y est tenu par Charlotte de Turckheim et celui de Moïse Keller par Pierre Cassignard.